# Diócesis de Cachoeiro de Itapemirim
La diócesis de Cachoeiro de Itapemirim (en latín: Dioecesis Cachoëirensis de Itapemirim y en portugués: Diocese de Cachoeiro de Itapemirim) es una circunscripción eclesiástica de la Iglesia católica en Brasil. Se trata de una diócesis latina, sufragánea de la arquidiócesis de Vitória do Espírito Santo. Desde el 11 de febrero de 2021 su arzobispo (a título personal) es Luiz Fernando Lisboa, de la Congregación de la Pasión.

## Territorio y organización
La diócesis tiene 9877 km² y extiende su jurisdicción sobre los fieles católicos de rito latino residentes en 27 municipios del estado de Espírito Santo: Cachoeiro de Itapemirim, Alegre, Apiacá, Atílio Vivácqua, Bom Jesus do Norte, Castelo, Conceição do Castelo, Divino de São Lourenço, Dores do Rio Preto, Guaçuí, Ibatiba, Ibitirama, Iconha, Irupi, Itapemirim, Iúna, Jerônimo Monteiro, Marataízes, Mimoso do Sul, Muniz Freire, Muqui, Piúma, Presidente Kennedy, Rio Novo do Sul, São José do Calçado, Vargem Alta y Venda Nova do Imigrante.
La sede de la diócesis se encuentra en la ciudad de Cachoeiro de Itapemirim, en donde se halla la Catedral de San Pedro Apóstol.
En 2021 en la diócesis existían 43 parroquias agrupadas en 8 regiones pastorales. 
Pertenece al Consejo Episcopal Regional Oriental II de la Conferencia Nacional de Obispos de Brasil. Existen dos seminarios para la formación de sacerdotes (Buen Pastor y San Juan María Vianney).

## Historia
La diócesis fue erigida el 16 de febrero de 1958 con la bula Cum territorium del papa Pío XII, obteniendo el territorio de la diócesis de Espírito Santo, que al mismo tiempo fue elevada al rango de arquidiócesis metropolitana con el nombre de arquidiócesis de Vitória do Espírito Santo.

## Estadísticas
Según el Anuario Pontificio 2022 la diócesis tenía a fines de 2021 un total de 438 640 fieles bautizados.
| Año                                                                             | Población            | Población | Población      | Sacerdotes | Sacerdotes    | Sacerdotes    | Bautizados por sacerdote | Diáconos permanentes | Religiosos | Religiosos | Parroquias |
| Año                                                                             | Bautizados católicos | Total     | % de católicos | Total      | Clero secular | Clero regular | Bautizados por sacerdote | Diáconos permanentes | Varones    | Mujeres    | Parroquias |
| ------------------------------------------------------------------------------- | -------------------- | --------- | -------------- | ---------- | ------------- | ------------- | ------------------------ | -------------------- | ---------- | ---------- | ---------- |
| 1957                                                                            | ?                    | 399 095   | ?              | 39         | 12            | 27            | ?                        |                      |            |            | 19         |
| 1966                                                                            | 450 000              | 458 828   | 98.1           | 35         | 11            | 24            | 12 857                   |                      | 11         | 64         | 18         |
| 1970                                                                            | 435 700              | 512 620   | 85.0           | 42         | 14            | 28            | 10 373                   |                      | 47         | 51         | 18         |
| 1976                                                                            | 351 900              | 389 783   | 90.3           | 44         | 14            | 30            | 7997                     |                      | 32         | 52         | 21         |
| 1980                                                                            | 365 000              | 410 000   | 89.0           | 40         | 15            | 25            | 9125                     |                      | 27         | 37         | 21         |
| 1990                                                                            | 387 000              | 473 000   | 81.8           | 44         | 23            | 21            | 8795                     | 16                   | 26         | 58         | 26         |
| 1999                                                                            | 409 078              | 545 438   | 75.0           | 43         | 30            | 13            | 9513                     | 21                   | 14         | 42         | 43         |
| 2000                                                                            | 412 656              | 550 211   | 75.0           | 51         | 32            | 19            | 8091                     | 21                   | 20         | 52         | 38         |
| 2001                                                                            | 421 613              | 575 484   | 73.3           | 63         | 41            | 22            | 6692                     | 20                   | 24         | 47         | 36         |
| 2002                                                                            | 421 613              | 575 484   | 73.3           | 60         | 37            | 23            | 7026                     | 20                   | 25         | 47         | 38         |
| 2003                                                                            | 421 613              | 575 484   | 73.3           | 59         | 37            | 22            | 7145                     | 32                   | 24         | 47         | 38         |
| 2004                                                                            | 367 165              | 611 943   | 60.0           | 58         | 35            | 23            | 6330                     | 33                   | 26         | 42         | 38         |
| 2006                                                                            | 376 000              | 628 000   | 59.9           | 53         | 35            | 18            | 7094                     | 37                   | 22         | 36         | 38         |
| 2012                                                                            | 408 000              | 682 000   | 59.8           | 67         | 49            | 18            | 6089                     | 43                   | 19         | 55         | 42         |
| 2013                                                                            | 411 000              | 687 000   | 59.8           | 74         | 54            | 20            | 5554                     | 46                   | 23         | 40         | 47         |
| 2016                                                                            | 421 600              | 705 000   | 59.8           | 72         | 51            | 21            | 5855                     | 56                   | 22         | 42         | 42         |
| 2019                                                                            | 431 785              | 721 940   | 59.8           | 78         | 56            | 22            | 5535                     | 69                   | 22         | 42         | 43         |
| 2021                                                                            | 438 640              | 733 425   | 59.8           | 71         | 54            | 17            | 6178                     | 68                   | 17         | 24         | 43         |
| Fuente: Catholic-Hierarchy, que a su vez toma los datos del Anuario Pontificio. |                      |           |                |            |               |               |                          |                      |            |            |            |

## Episcopologio
- Luís Gonzaga Peluso † (25 de julio de 1959-3 de diciembre de 1985 retirado)
- Luiz Mancilha Vilela, SS.CC. † (3 de diciembre de 1985-3 de diciembre de 2002 nombrado arzobispo coadjutor de Vitória do Espírito Santo)
- Célio de Oliveira Goulart, O.F.M. † (9 de julio de 2003-26 de mayo de 2010 nombrado obispo de São João del Rei)
- Dario Campos, O.F.M. (27 de abril de 2011-7 de noviembre de 2018 nombrado arzobispo de Vitória do Espírito Santo)
  - Sede vacante (2018-2021)
- Luiz Fernando Lisboa, C.P., desde el 11 de febrero de 2021